# Карле, Джером
Джером Карле́ (англ. Jerome Karle, первоначальная фамилия Карфункл, Karfunkle; 18 июня 1918, Бруклин, Нью-Йорк — 6 июня 2013, Эннандейл, Вирджиния) — американский физикохимик, лауреат Нобелевской премии по химии 1985 года «за выдающиеся достижения в разработке прямого метода расшифровки структур», которую он разделил со своим многолетним коллегой Хербертом Хауптманом. Более полувека вместе с супругой химиком Изабеллой Карле сотрудник United States Naval Research Laboratory (до 2009). Доктор, член Национальной АН США (1976) и Американского философского общества (1990).

## Биография
Родился на Кони-Айленде в Бруклине в еврейской семье. Отец, эмигрант из Польши Луис Карфункл, был художником и предпринимателем; мать, Сэйди Хелен Кун (родом из Будапешта) — пианисткой и органисткой (родители поженились в 1911 году), и Джером в детстве также получил серьёзное музыкальное образование. Вся его семья на протяжении нескольких поколений была связана с искусством (дяди — художник-портретист Иван Григорьевич Олинский, 1878—1962, и скульптор Дэвид Карфункл, 1880—1959).
Учился в средней школе Авраама Линкольна в бруклинском районе Кони-Айленд, где жил до девятнадцати лет. В 1937 году получил степень бакалавра в Сити-колледже при Нью-Йоркском университете, где также познакомился с Хербертом Хауптманом, а в 1938 году — степень магистра биологии в Гарвардском университете (из-за квоты на студентов-евреев не был принят в Гарвардскую медицинскую школу). На протяжении двух лет работал клерком в департаменте здравоохранения Нью-Йорка, а в 1943 году защитил диссертацию по физической химии в Мичиганском университете (где также познакомился с будущей супругой, они поженились в 1942 году). В том же году стал сотрудником Манхэттенского проекта на базе Чикагского университета, где занимался исследованиями по экстракции плутония из его оксида.
В 1946 году Карле вошёл в штат военно-морской научно-исследовательской лаборатории в Вашингтоне (он работал там до одновременного с супругой выхода на пенсию в один и тот же день в июле 2009 года), где снова встретился с Хауптманом. В 1950-е годы сотрудничал с ним над созданием прямого метода расшифровки трехмёрных молекулярных структур с помощью рентгеновской кристаллографии. За эти работы в 1985 году был удостоен Нобелевской премии по химии. В 1981-1984 годах президент Международного союза кристаллографов.
В 1992 году подписал «Предупреждение человечеству».
Среди наград: Hillebrand Award Вашингтонской секции Американского химического общества (1969, совместно с Изабеллой Карле), Navy Distinguished Civilian Service Award (2009).
Почётный доктор.
Жена (с 1942 года) — кристаллограф Изабелла Карле (1921—2017), три дочери: химик-органик Луис Хэнсон (Louise Isabella Karle Hanson, род. 1946), кристаллограф Джин Марианна Карле (Jean Marianne Karle, род. 1950) и геолог Мадлен Тони (Madeleine Diane Tawney, род. 1955).